# Elder
Elder – były amerykański konstruktor i zespół wyścigowy, rywalizujący w wyścigu Indianapolis 500 na przełomie lat 50. i 60.

## Historia
Firma została założona przez kierowcę midgetów i mechanika, Edgara Eldera. Bogaty właściciel sieci supermarketów w Kalifornii oraz były pilot, Ray Crawford, zdołał nakłonić Eldera do zbudowania samochodu na wyścig Indianapolis 500 1959. Crawford zakwalifikował się do tego wyścigu na 32. miejscu, ale odpadł po 115 okrążeniach na skutek wypadku. W latach 1960–1961 Elder zbudował dwa kolejne samochody, napędzane silnikami Offenhauser. Modele te charakteryzowały się szerokim użyciem tytanu. Crawford ani Duane Carter, którzy dzielili ten sam samochód, nie zdołali się zakwalifikować. W samochodzie Cliffa Griffitha natomiast po 55 okrążeniach uszkodzeniu uległ tłok. 19 listopada Crawford uszkodził samochód podczas wyścigu w Phoenix, ale samochód odbudowano. W roku 1962 do Indianapolis nie zakwalifikowali się Crawford i Ronnie Duman. Bob Veith przejął samochód Crawforda i zakwalifikował się jako dziewiętnasty; na trzynastym okrążeniu kierowcy zepsuł się jednak silnik. 1963 Ray Crawford i Len Sutton nie zakwalifikowali się. Był to ostatni występ samochodu Elder w Indianapolis.
Łącznie Elder zbudował trzy samochody, rywalizujące również w USAC National Championship, gdzie ich kierowcami byli m.in. Troy Turrman, Ronnie Duman, Eddie Sachs i Mario Andretti.

## Wyniki w Indianapolis 500
| Legenda oznaczeń w tabelach wyników Wyświetl szablon na nowej stronie | Legenda oznaczeń w tabelach wyników Wyświetl szablon na nowej stronie                                                                     |
| Oznaczenie                                                            | Wyjaśnienie |
| --------------------------------------------------------------------- | --- |
| Złoty                                                                 | Zwycięzca lub mistrzostwo |
| Srebrny                                                               | 2. miejsce lub wicemistrzostwo |
| Brązowy                                                               | 3. miejsce lub II wicemistrzostwo |
| Zielony                                                               | Ukończył, punktował (w klasyfikacji generalnej, gdy zdobył co najmniej jeden punkt na przestrzeni sezonu, poza trzema powyższymi opcjami) |
| Niebieski                                                             | Ukończył, nie punktował (w klasyfikacji generalnej, gdy nie zdobył co najmniej jednego punktu na przestrzeni sezonu)                      |
| Czerwony                                                              | Nie zakwalifikował się (NZ) |
| Czerwony                                                              | Nie prekwalifikował się (NPK) |
| Różowy                                                                | Nie ukończył (NU) |
| Różowy                                                                | Niesklasyfikowany (NS) (w klasyfikacji generalnej, gdy nie został sklasyfikowany w żadnym wyścigu sezonu)                                 |
| Czarny                                                                | Zdyskwalifikowany (DK) |
| Czarny                                                                | Wykluczony (WYK/EX) |
| Biały                                                                 | Nie wystartował (NW) |
| Biały                                                                 | Kontuzjowany (K/INJ) |
| Biały                                                                 | Wyścig odwołany (OD/C) |
| Bez koloru                                                            | Został wycofany (WYC/WD) |
| Bez koloru                                                            | Nie przybył (NP/DNA) |
| Bez koloru                                                            | Nie brał udziału w treningach (NT/DNP) |
| Bez koloru                                                            | Nie został zgłoszony (–) |
| Pogrubienie                                                           | Start z pole position |
| Kursywa                                                               | Najszybsze okrążenie wyścigu |
| †                                                                     | Nie ukończył, ale jego rezultat został zaliczony ze względu na przejechanie więcej niż 90% dystansu wyścigu.                              |
| *                                                                     | Sezon w trakcie |
| 1/2/3                                                                 | Punktowana pozycja w sprincie kwalifikacyjnym                                                                                             |
| Lista systemów punktacji Formuły 1                                    | |

| Rok  | Kierowca       | Nr | Kwal. | Wynik | Okr. | Lider | Uwagi   |
| ---- | -------------- | -- | ----- | ----- | ---- | ----- | ------- |
| 1959 | Ray Crawford   | 49 | 32    | 23    | 115  | 0     | wypadek |
| 1961 | Cliff Griffith | 26 | 30    | 24    | 55   | 0     | tłok    |
| 1961 | Duane Carter   | 94 | NZ    |       |      |       |         |
| 1961 | Ray Crawford   | 94 | NZ    |       |      |       |         |
| 1962 | Ronnie Duman   | 28 | NZ    |       |      |       |         |
| 1962 | Ray Crawford   | 96 | NZ    |       |      |       |         |
| 1962 | Bob Veith      | 96 | 19    | 33    | 12   | 0     | silnik  |
| 1963 | Ray Crawford   | 47 | NZ    |       |      |       |         |
| 1963 | Len Sutton     | 47 | NZ    |       |      |       |         |